# Val Lemina
La val Lemina è una breve vallata alpina situata nelle Alpi Cozie in provincia di Torino. Il Lemina è un torrente tributario del Chisola, nel quale confluisce al confine tra Piobesi e Vinovo, ossia ben al di fuori del territorio della valle.

## Geografia
La parte montana del bacino del Lemina è compresa nei comuni di San Pietro Val Lemina e di Pinerolo e scende verso la pianura in direzione Nord Ovest - Sud Est. La valle confina a sud-ovest con la Val Chisone, verso nord per un breve tratto con la Val Sangone, verso nord ed est con la Val Noce e a sud con la pianura.

### Monti principali
La valle è contornata dalle seguenti montagne (in senso orario):
- Monte Rocciacotello - 1.035 m
- Monte Pianass - 1.042 m
- Monte Parpaiola - 1.219 m
- Monte Balmello - 1.210 m
- Monte Faiè - 1.380 m
- Monte Sette Confini - 1.358 m
- Monte Sperino - 1.452 m
- Monte Rocchise - 1.34 m
- Montagnetta - 918 m
- Monte Muretto - 876  m

### Centri principali
- San Pietro Val Lemina
- Talucco (comune di Pinerolo)

## Tradizioni orali
Negli anni '90 il prof. Priolo ha realizzato una preziosa raccolta delle tradizioni orali della valle, qui riassunte in breve in base alla località in cui sono collocate dal folklore popolare.

### Monte 7 confini
Il monte 7 confini, posto sulla parte culminante della valle, nasconde varie leggende. La più interessante colloca sulla dorsale fra questa cima e il Freidour una città antica, la cui unica descrizione raccolta la definisce "mai vinta dai popoli di pianura"
Il 7 confini raccoglie anche numerose leggende legate alle presenze militari francesi, una delle quali parla dell'occultazione di un tesoro sotto un albero del monte ove si congiungono i confini dei sette comuni il cui territorio raggiunge la dorsale.

### Infernetto
L'Infernetto vede ambientato nei suoi boschi il racconto di balli sfrenati intorno a dei fuochi fatti da misteriose persone nella notte, con musica e balli. La leggenda riferisce che provando ad avvicinarsi a tali fuochi tutto sparisse nel nulla.